# Лунёво (Костромской район)
Лунёво — деревня в Костромском районе Костромской области. Входит в состав муниципального образования Чернопенское сельское поселение. Находится в пригородной зоне Костромы.

## Географическое положение
Расположена в юго-западной части области в 20 км, на берегу реки Волга (Горьковского водохранилища).

## История
С 30 декабря 2004 года Лунёво входит в образованное муниципальное образование Чернопенское сельское поселение.

## Население
| 2008 | 2010 | 2014 |
| ---- | ---- | ---- |
| 109  | ↘105 | ↘104 |

## Инфраструктура
Санаторий «Лунёво на Волге», гостиницы и другие объекты туристической инфраструктуры.
Школьники прикреплены к МОУ Чернопенская средняя общеобразовательная школа в пос. Сухоногово.

## Транспорт
Доступно автомобильным и водным транспортом.
Пристань.
Проходит автодорога 34Н-35 Тимонино-Густомесово с выездом на федеральную трассу Р-132 «Золотое кольцо» (бывшая Р-600 «Кострома-Иваново»).
Остановки общественного транспорта «Санаторий Лунёво», «Лунёво».